# Right Now (Korn)
Right Now è una canzone della band nu metal Korn e il secondo singolo estratto dal loro sesto album in studio Take a Look in the Mirror.

## Video musicale
È stato creato un videoclip per la canzone scelto tramite una gara. È il primo video dei Korn interamente animato.

## Tracce
1. Right Now (Dirty Version) – 3:15
2. Right Now (Bust U Up Version) – 3:13

## Formazione
- Jonathan Davis - voce
- Wally Balljacker - batteria
- James the Gorilla - chitarra
- Sir Headly - chitarra
- Dog - basso

## Classifiche
| Classifica (2003)             | Posizione massima |
| ----------------------------- | ----------------- |
| Stati Uniti (alternative)     | 13                |
| Stati Uniti (mainstream rock) | 11                |